# 村岡ジッタ
村岡 ジッタ（むらおか ジッタ、本名：村岡 力、1956年12月10日 - ）は、日本の元国際B級トライアルライダー。

## 来歴
プロのトライアルライダーやオートバイスタントマンとして活躍後、『ガルル』『バックオフ』などのオフロードバイクマガジンに数多く登場し、トライアル競技で培ったライディング技術を一般ライダーにも分かりやすく指導している。
また、近年航空写真家・ライターとしても活動中。

## 著書
- オートバイ
  - バイクのメインテナンス - 愛車をベストに保つ方法はこれだ!(ナツメ社)1982年5月
- 航空機
  - RENO AIR RACE 世界最速の飛行機レース（桃園書房）2003年8月 ISBN 9784807838288
  - Airock空へ Aerobatic team（飛鳥新社）2007年6月 ISBN 4870318032

## 出演歴
- 『秘密戦隊ゴレンジャー』　ミドレンジャー（明日香健二）役との説あり（本人談）。
- 『村岡ジッタのトレックテク』（実業之日本社）
- 『村岡ジッタのトレックテク2』（実業之日本社）
- 『マンスリーモーターサイクルビデオマガジン RIDE ON』(禅プランニングアンドプロデュース)